# محوطه شمس‌آباد ۲
محوطه شمس‌آباد ۲ مربوط به هزاره ۲و ۳ قبل از میلاد است و در شهرستان ایرانشهر، بخش بمپور غربی، ۱/۱۵ کیلومتری شمال غرب روستای شمس‌آباد واقع شده و این اثر در تاریخ ۱۲ دی ۱۳۸۶ با شماره ثبت ۲۰۳۵۵ به‌عنوان یکی از آثار ملی ایران به ثبت رسیده است.